# Arma espacial

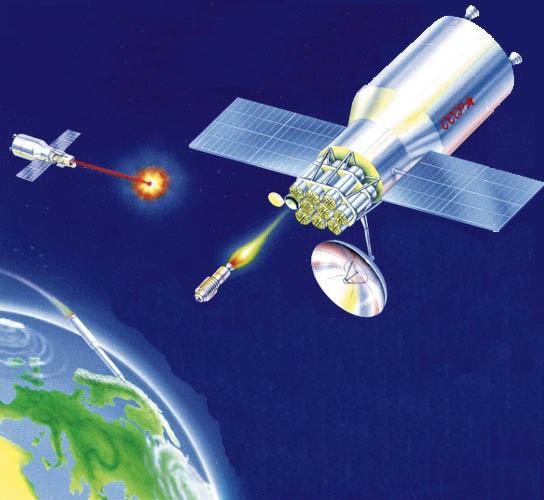
Láseres militares soviéticos en órbita (presumiblemente un dibujo de fantasía de la USAF).

Un arma espacial es una clase de armamento utilizado en la guerra espacial. Incluye armas que pueden atacar sistemas en órbita (arma antisatélite), objetivos en Tierra e incluso destruir misiles que viajan a través del espacio. 
Ya en la Alemania Nazi hubo algunas propuestas de armas espaciales, como el cañón solar. Sin embargo, el desarrollo principal de estas armas se produjo con el avance hacia la militarización del espacio por las superpotencias durante la Guerra Fría. Las armas espaciales suelen ser igualmente un tema central de la ciencia ficción y de los videojuegos.

## Tipos

### Espacio-espacio
El programa de estación espacial soviético Almaz, estaba equipado con un cañón de fuego rápido, para prevenir su intercepción o abordaje por parte de fuerzas estadounidenses.
La plataforma soviética no tripulada Polius fue diseñada para ser equipada con un láser de dióxido de carbono y un cañón de autodefensa.

### Espacio-Tierra
El bombardeo cinético es el acto de atacar desde el espacio una parte de la superficie planetaria con un proyectil no explosivo, donde la fuerza destructiva proviene de la energía cinética liberada durante el impacto del proyectil. Ha habido varios proyectos teóricos pero no se ha construido ningún sistema real.

### Tierra-espacio
En 1983, el presidente estadounidense Ronald Reagan propuso la Iniciativa de Defensa Estratégica, un programa que pretendía desarrollar un sistema de defensa contra misiles ICBM enemigos usando, entre otras, armas de energía dirigida. Dicho programa fue apodado Star Wars por sus detractores, en referencia a la saga de La guerra de las galaxias.
Las armas antisatélite modernas lanzadas desde la Tierra son normalmente misiles superficie-espacio y aire-espacio, y han sido desarrolladas por los Estados Unidos, la URSS/Rusia, China y la India, principalmente. Asimismo ya se han realizado pruebas exitosas de destrucción de satélites en órbita, como por ejemplo la destrucción del satélite Solwind en 1985 mediante un misil ASM-135 ASAT estadounidense. En general el uso de explosivos y proyectiles convencionales en el espacio está limitado por la altura de ejecución, la basura espacial y el síndrome de Kessler.

## En la ficción
En la novela The Tranquillity Alternative se plantea el hecho que los Estados Unidos instalarán misiles nucleares en la superficie lunar. 